# Acide phosphorodithioïque
L'acide dithiophosphorique ou acide phosphorodithioïque de formule est H3O2PS2, est un acide phosphorique dont deux des atomes d'oxygène ont été remplacés par des atomes de soufre. 
C'est l'acide conjugué de l'anion dithiophosphate PO2S22−.
L'acide phosphorodithioïque est un liquide de beige dégageant une odeur de soufre. Il est insoluble dans l'eau et plus dense qu’elle. Son contact peut irriter la peau, les yeux et les muqueuses et toxique par ingestion.

## Usages
Il est par exemple utilisés pour produire :
- le sel de sodium de l'ester O,O-bis(1-méthyléthyle) de l'acide phosphorodithioïque de numéro CAS 27205-99-8[3] ;
- le sel de sodium de l'ester O,O-di-sec-butyle de l'acide phosphorodithioïque de numéro CAS 33619-92-0[4]

Plusieurs composés chimiques fabriqués à partir de cet acide peuvent avoir été interdits ou strictement réglementés

## Risques

### Risques pour la santé
Ce produit est irritant par contact ou inhalation, « il peut irriter ou brûler la peau et les yeux »

### Risques d’incendie
C’est un liquide inflammable (non miscible à l’eau) ; « Un incendie peut produire des gaz irritants, corrosifs et / ou toxiques. Les vapeurs peuvent causer des étourdissements ou la suffocation ». 

### Risques pour l’environnement
« Les eaux de contrôle d'incendie ou de dilution de ce produit peuvent être source de pollution ». (ERG, 2016)